# Redbank (contea di Armstrong, Pennsylvania)
Redbank  è una township degli Stati Uniti d'America, nella contea di Armstrong nello Stato della Pennsylvania. Secondo il censimento del 2000 la popolazione è di 1.296 abitanti.

## Società

### Evoluzione demografica
La composizione etnica vede una prevalenza della razza bianca (99,07%), seguite da quelle afroamericana e nativa americana(0,08%), dati del 2000.
| township di Redbank Popolazione |       |
| 2000                            | 1.296 |
| Stima al 01-07-07               | 1.243 |